# HD 222582
HD 222582 ist ein Stern im Sternbild Aquarius, welcher von der Erde etwa 42 Parsec (ca. 136 Lichtjahre) entfernt ist.  Bereits 1999 wurde von Vogt et al. mit Hilfe der Radialgeschwindigkeitsmethode ein substellarer Begleiter entdeckt, der die Bezeichnung HD 222582 b erhielt und bei dem es sich um einen Exoplaneten-Kandidaten handelt.
Der Stern gehört dem Spektraltyp G5 an und hat eine scheinbare Helligkeit von 7,7 mag. Er hat etwa die gleiche Masse wie die Sonne und sein Radius beträgt etwa 1,2 Sonnenradien.

## Exoplaneten-Kandidat
HD 222582 b hat eine Umlaufperiode von 572 Tagen. Die Bahn des Objektes weist eine hohe Exzentrizität von über 0,7 auf und hat eine große Halbachse von etwa 1,4 Astronomischen Einheiten. Die Mindestmasse von HD 222582 b beträgt rund 7,8 Jupitermassen.